# Kováts Dóra
Kováts Dóra (Budapest, 1987. augusztus 25. –) magyar színésznő.

## Életpályája
Budapesten született 1987-ben. A kispesti Károlyi Mihály Magyar–Spanyol Tannyelvű Gimnáziumban érettségizett. Középiskolás korában spanyol nyelvű diákszínjátszó körbe járt, a Madách Musical Tánciskolában tanult táncolni és Kovács Magdánál énekelni. Elvégezte Gór Nagy Mária Színitanodáját is és a zalaegerszegi Nádasdy Kálmán Színészképző Stúdióban is tanult. 2011-től  Hevesi Sándor Színház társulatának tagja. A Színház- és Filmművészeti Egyetemen 2019-ben kapott diplomát, drámainstruktor, színjáték szakon végzett, ahol osztályvezető tanárai Csizmadia Tibor és Kocsis Gergely voltak.

## Fontosabb színházi szerepei
- Molière: Tartuffe... Mariane
- Bertolt Brecht: A szecsuáni jólélek... Unokahúg
- Arthur Miller: Az ügynök halála... Miss Forsythe
- Tennessee Williams: A vágy villamosa... Stella
- Robert Thomas: Nyolc nő... Pierette, a sógornő
- Dale Wasserman – Mitch Leigh – Joe Darion: La Mancha lovagja... Marianna
- Oscar Hammerstein: A muzsika hangja... Liesl
- Erich Kästner: Emil és a detektívek... Bonnie, 13 éves
- Claude Magnier: Oscar... Colette
- Gérard Lauzier: Ballépés jobbra... Alice
- David Seidler: A király beszéde... Wallis Simpson, David felesége
- Eric Toledano – Olivier Nakache – Molnár Anna – Perczel Enikő – Szabó Máté: Életrevalók... Eleonore; Galériás
- Agatha Christie: ...És már senki sem!... Vera Elisabeth Claythorne
- Déry Tibor – Pós Sándor – Presser Gábor – Adamis Anna: Képzelt riport egy amerikai popfesztiválról... Juanita
- Moravetz Levente – Balásy Szabolcs: Zrínyi 1566... Borbála, szolgálólány
- Moravetz Levente – Bozó László: Volt egy seregünk... Mária
- Jókai Mór–Böhm György–Tolcsvay László–Tolcsvay Béla: A kőszívű ember fiai... Liedenwall Edit
- Mikszáth Kálmán: Szent Péter esernyője... Lonka
- Móricz Zsigmond: Légy jó mindhalálig...  Nagy úr barátnője
- Molnár Ferenc: Liliom... Lujza
- Örkény István: Tóték... Ágika
- Sánta Ferenc: Az ötödik pecsét... Éva
- Tamási Áron: Csalóka szivárvány... Berta
- Sütő András: Advent a Hargitán... Árvai Réka, Kisréka
- Szabó Magda: Abigél... Kis Mari
- Fodor László: Érettségi... Draskóczky
- Varró Dániel: Túl a Maszat-hegyen... Babaarcú Démon
- Egressy Zoltán: Fafeye, a tenger ész... Paradicsom
- Nógrádi Gábor: Az anyu én vagyok!... Mesi, 10 és ¾ éves kislány
- Békés Pál – Várkonyi Mátyás: A félőlény... Porhany
- Turbuly Lilla: Nekünk nyolc?!... Julcsi
- Vajda Katalin: Legyetek jók, ha tudtok... Leonetta

## Filmek, tv
- Werckmeister harmóniák (2000)
- Barátok közt (2008)
- Sánta Ferenc: Az ötödik pecsét (színházi előadás tv-felvétele, 2016)
- Mikszáth Kálmán: Szent Péter esernyője (színházi előadás tv-felvétele, 2017)
- Sütő András: Advent a Hargitán (színházi előadás tv-felvétele, 2019)
- Jóban Rosszban (2021–2022)
- Legyetek szeretettel

## Díjai, elismerései
- Nívódíj (2023)